# Venom (groupe)
Pour les articles homonymes, voir Venom.
Venom, est un groupe britannique de heavy metal, originaire de Newcastle upon Tyne, en Angleterre. Formé en 1979, Venom est considéré comme le groupe précurseur du heavy metal dit « extrême », et à ce titre est considéré comme le plus important des groupes initiateurs du black metal, avec son album du même nom.
Les historiens de la musique metal ont cependant tendance à le ranger dans la mouvance NWOBHM (courant réunissant des groupes tels que Iron Maiden, Saxon, Def Leppard, et Diamond Head), mouvance à laquelle Venom revendique également son appartenance. Venom est également considéré, avec Black Sabbath, Judas Priest, Motörhead et  Iron Maiden, comme ayant été l'un des groupes les plus influents dans l'évolution et l'histoire du heavy metal.
La discographie de Venom est l'une des plus confuses de l'histoire du heavy metal, voire de l'histoire du rock en général. Le groupe a souvent fermé les yeux sur le piratage et les compilations publiées sans son autorisation, ce afin d'entretenir son image de groupe populaire. Les albums studio sont très clairement identifiés au sein de cette discographie, mais même ces derniers (notamment les plus célèbres tels que Welcome to Hell ou Black Metal) existent en de très nombreuses versions pirates dues aux nombreux labels ayant acquis leurs droits de reproduction et de diffusion. Certaines sont plus recherchées que d'autres par les collectionneurs. Ajoutons à cela de nombreux 45 tours, singles, live plus ou moins officiels, compilations diverses, bootlegs parfois plus célèbres que certains disques officiels.

## Histoire

### Formation (1976–1980)
À la fin des années 1970, la new wave of British heavy metal (NWOBHM) voit le jour en Grande-Bretagne avec des groupes comme Iron Maiden, Saxon ou encore Motörhead. Ce mouvement de renouveau du hard rock britannique se popularise un peu partout dans le pays et de nombreux groupes se forment. Originaires de Newcastle, les membres de ce qui deviendra dans quelques années le groupe Venom évoluent tous entre 1976 et 1979 au sein de diverses formations de heavy metal de la ville. Conrad Lant joue de la guitare dans une formation nommée Album Gracia qui voit le jour en 1976. Album Gracia change de nom et devient Dwarfstar en 1978. Jeffrey Dunn forme en 1979 le groupe Guillotine. Anthony Bray, pour sa part, évolue au sein du groupe Oberon, en compagnie d'un jeune vocaliste nommé Clive Archer.
En 1979, Jeffrey Dunn ne se sent pas satisfait de son chanteur, un certain Dave Blackman, ni de son batteur, un dénommé Chris MacPeters. Rencontrant par hasard Bray et Archer lors d'un concert de Judas Priest, il leur propose de faire un essai avec Guillotine. En août 1979, Bray et Archer intègrent le groupe. Dave Rutherford, le second guitariste de Guillotine, n'apprécie pas l'arrivée des deux nouveaux au sein du groupe. Il quitte alors le groupe et Dunn se met en quête d'un nouveau guitariste. Par le biais d'amis communs, il fait la connaissance de Conrad Lant, qui à l'époque travaillait comme ingénieur du son au Studio Impulse.
Conrad Lant devient alors le nouveau guitariste de Guillotine, mais très vite le bassiste du groupe, Alan Winston, quitte le groupe et ce juste avant un concert. Conrad Lant prend sa place à la dernière minute, et le groupe devient un quatuor. Au début de l'année 1980, Guillotine change de nom pour devenir définitivement Venom en 1979, d'après le pseudonyme de motard de Jeffrey Dunn. Les membres du groupe en profitent également pour s'affubler de pseudonymes, chose encore très rare à cette époque dans le milieu du hard rock. Ces pseudonymes avaient pour but de renforcer l'image satanique du combo : Conrad Lant devient Conrad Cronos, Jeffrey Dunn devient Jeff Mantas, et Anthony Bray devient Tony Abaddon. Ces trois pseudonymes seront très vite simplifiés en Cronos, Mantas et Abaddon. Clive Archer, pour sa part, choisit le pseudonyme - étrange pour un groupe satanique - de Jesus Christ,. Cette première mouture de Venom enregistre trois chansons, Raise The Dead, Angel Dust et Red Light Fever, avec Clive Archer au chant. Une quatrième démo, Live Like an Angel, Die Like a Devil, est enregistrée peu de temps après, mais avec Cronos au chant.
Les démos enregistrées avec Clive Archer ont été depuis remastérisées et sont écoutables en tant que pistes bonus sur la réédition 2002 de Welcome to Hell et sur le premier disque de l'anthologie MMV, publiée en 2005.

### Âge d'or etCalm Before The Storm(1980–1989)

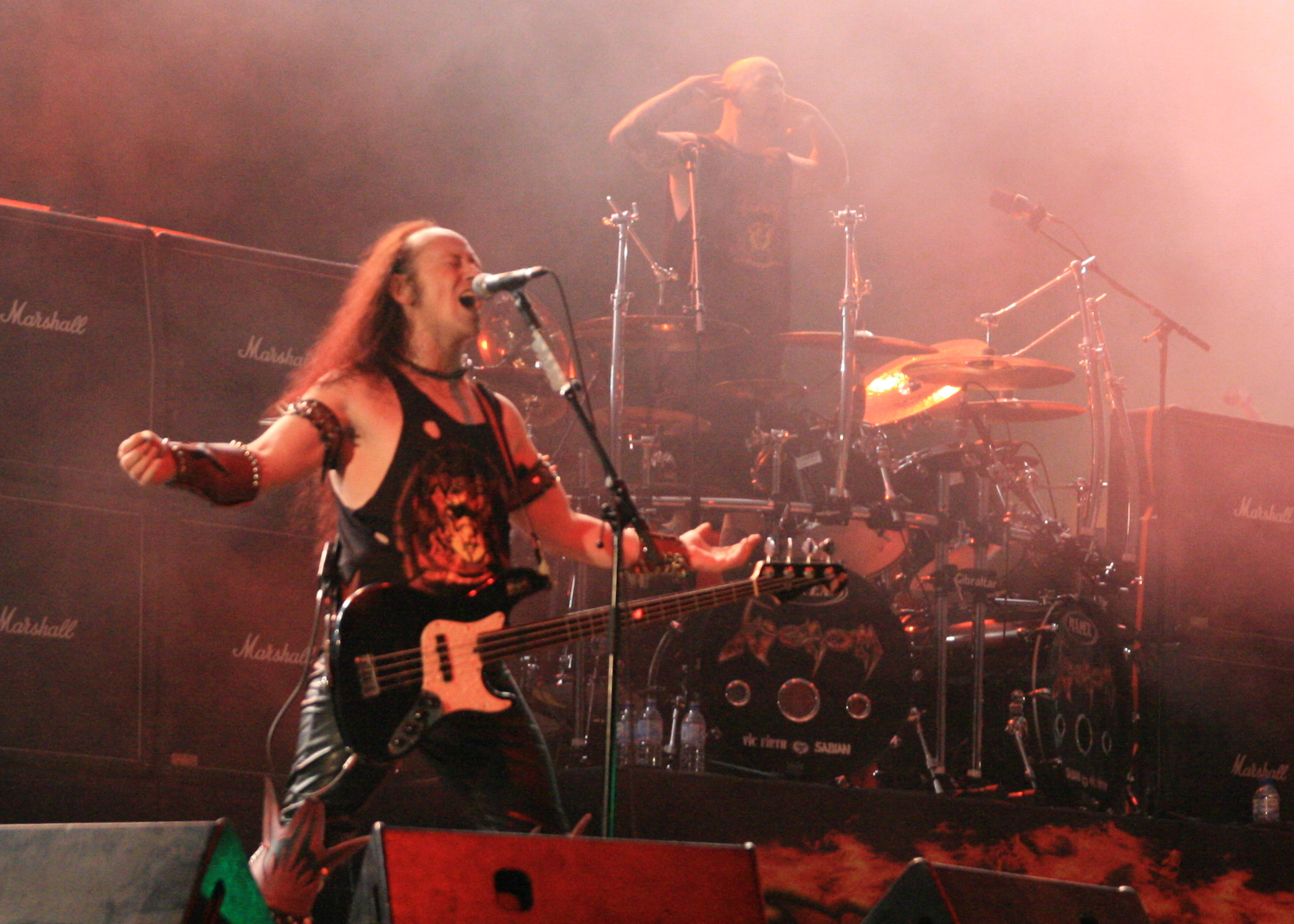
Venom, au Hellfest 2008.

En 1981, le groupe enregistre le single, In League with Satan / Live Like an Angel, aux Impulse Studios de Wallsend. La même année, le label indépendant Neat Records, connu historiquement pour avoir produit nombre de groupes de la mouvance NWOBHM, donne sa chance à Venom et accepte de financer leur premier 45 tours sur lequel figure ces deux titres. La pochette de ce premier single, conçue par Cronos, est désormais aussi célèbre que le groupe, présentant un énorme pentacle surplombé du tout aussi célèbre logo entrelacé. Le son sale du groupe tranche avec toutes les productions de l'époque et les concerts du groupe, dantesques et plein de rage, attirent un large public, curieux de voir ces nouveaux phénomènes.
Le premier album du groupe, Welcome to Hell sort en 1981, ; il est également enregistré aux Impulse Studios et produit par Keith Nichol. Il est suivi de Black Metal en 1982, toujours enregistré aux Impulse Studios et produit par Keith Nichol, qui fera connaitre un véritable engouement pour le groupe. Black Metal est publié par Neat Records au Royaume-Uni, et par Roadrunner Records en Europe. Toujours en 1982, le groupe enregistre sa première session Friday Rock Show sur Radio One en y interprétant Black Metal, Nightmare et Bloodlust. En 1983 sort le troisième album de Venom intitulé At War with Satan. La première date européenne du groupe s'effectue en Belgique. Le 1er juin 1984, pour la promotion de At War with Satan, le groupe joue notamment au Hammersmith Odeon de Londres, et met accidentellement le feu au plafond ; le groupe sera interdit de séjour pendant un an,. L'année suivante, le groupe publie Possessed en 1985, cette fois au label Combat Records. Avant les enregistrements de Possessed, Cronos produit le premier album de Tysondog du label Neat Records, intitulé Beware of the Dog, qu'il considère par la suite comme « de la merde » ou « à chier,. » Le groupe revient en Europe le 14 septembre 1985, participant au Metal Hammer Fest de Lorelei, en Allemagne, et jouant avec divers groupes comme Savage Grace, Tyran' Pace, Metallica, Nazareth et Pretty Maids.
Leurs quatre premiers albums sont des albums culte, et le fondement de leur style musical. Mantas quitte le groupe en 1986 après la tournée américaine avec Hirax, Cronos et Abaddon décident de recruter deux nouveaux guitaristes, Jim Clare et Mike Hickey,. Plutôt que d'adopter des pseudonymes à l'instar des deux membres historiques du groupe, les deux guitaristes se contentent d'abréger leurs noms en Jimi C. et Mike H. Ils accompagnent le groupe au Brésil avec Exciter, puis au Japon. La direction musicale choisie par le groupe pour leur nouvel album sera également nouvelle et surprendra nombre de fans. Le son plus travaillé des nouveaux guitaristes pousse le groupe à abandonner son image de groupe malsain et violent au profit de celle d'un groupe heavy metal plus classique. Ainsi sort en 1987 l'album Calm Before the Storm. Cet album, accueilli par la presse spécialisée d'une manière mitigée, comporte des réenregistrements d'une partie des titres travaillés avec Mantas en vue de l'album avorté Deadline, plus de nouvelles compositions. Les solos travaillés des deux nouveaux guitaristes contrastent fortement avec les sonorités sales et sombres de l'ère Mantas. Les paroles, teintées d'heroic fantasy et de thèmes volontairement non sataniques, montrent Venom s'essayant au metal épique. La tournée promotionnelle du groupe est un échec et Cronos, vexé par ce désaveu, quitte le groupe. Jim Clare et Mike Hickey le suivent et partent fonder ensemble le groupe Cronos. Abaddon se retrouve désormais seul aux commandes de Venom.

### Ère Tony Dolan (1989–1993)
Abaddon reprend contact avec Mantas, et le convainc de revenir travailler avec lui sur un nouveau projet baptisé Sons of Satan. Lors d'un entretien téléphonique avec Cronos, Abaddon lui demande s'il verrait une objection à ce que son nouveau projet utilise le nom Venom en lieu et place de Sons of Satan. Cronos répond qu'il n'y est pas opposé car selon lui, Abaddon et Mantas sont deux membres originels de Venom et ont tout à fait le droit de continuer leur carrière sous ce nom. Abaddon et Mantas recrutent donc un remplaçant à Cronos en la personne de Tony Dolan, connaissance de longue date et ancien bassiste du groupe britannique Atomkraft. Cette nouvelle formation se met à travailler sur son nouvel album, Prime Evil qui est publié en 1989. Dolan possède une voix proche de celle de Cronos. Dolan, qui utilisera le nom de scène de Demolition Man, assure ne pas vouloir remplacer Cronos au sens propre du terme.
Prime Evil est plutôt bien accueilli par la presse spécialisée,, malgré le fait que les fans déplorent l'absence de Cronos. Les sonorités de l'album semblent retourner aux sources du groupe et abordent de nouveau le satanisme. L'album est également très bien produit et les compositions semblent plus recherchées que sur les précédents albums, Mantas démontrant ainsi qu'il n'est pas un mauvais guitariste. Al Barnes rejoint le groupe comme guitariste rythmique et la tournée commence. Mais le succès n'est pas vraiment au rendez-vous. Le groupe enchaine petites salles sur petites salles et il semble bien que le groupe perd son aura. La vague thrash metal, initiée en Europe par Venom, est en train de retomber et la tendance du début des années 1990 est plus au death metal ultra-violent, avec des groupes comme Cannibal Corpse ou Deicide.
Tony Dolan, malgré ses qualités de frontman, sa voix propre et ses grands talents de bassiste, n'est pas du tout accepté par les fans de Venom et en subit les conséquences. Selon Dolan, « il y a des gens qui appellent Cronos lors de nos concerts. Je m'attendais à ce que cela se produise. Il a eu un tel impact sur le groupe. Tout ce que j'espère, c'est que les gens me donnent une chance de prouver ce que je peux faire. D'ici deux ans, j'aurai établi ma propre personnalité, et ce type d'évènement aura disparu[réf. nécessaire]. » Malheureusement, ce ne sera pas le cas. Le groupe change de guitariste rythmique (Al Barnes est remplacé par Steve White), continue ses tournées et finit par n'être plus que l'ombre de lui-même. Deux nouveaux albums, Temples of Ice et The Waste Lands, voient le jour respectivement en 1991 et en 1992. Ils sont tout bonnement ignorés par la critique comme par les fans, malgré leurs qualités musicales et leur évidente volonté de faire évoluer la musique du groupe. Sur ces deux albums (désormais très durs à se procurer), le groupe expérimente de nouvelles sonorités, notamment avec l'usage de synthétiseurs. Mais là aussi la recette ne prend pas.
Selon Dolan, « les choses ont commencé à mal aller avec Temples of Ice. Moi et Mantas commencions à nous désintéresser. Quelque temps après nous avons réalisé The Waste Lands et puis c'en fut assez pour moi. Je pense qu'en ce qui me concerne, le problème était que je m'attendais à jouer de gigantesques concerts comme le line-up originel alors que nous ne faisions que jouer dans des clubs. Par exemple, nous avons fait une fois un concert en première partie de Sacred Reich devant 300 personnes, et je me souviens m'être dit alors que personne ne devait nous prendre au sérieux. C'était comme se dire : « Si ce groupe est vraiment Venom, pourquoi ne sommes nous pas en tête d'affiche du Dynamo Festival ? » Le vrai Venom le serait, lui. Nous avons été accusé d'échec commercial en grande partie parce que je n'étais pas Cronos[réf. nécessaire]. » En 1993, Venom se sépare.

### Premier retour (1995–2002)

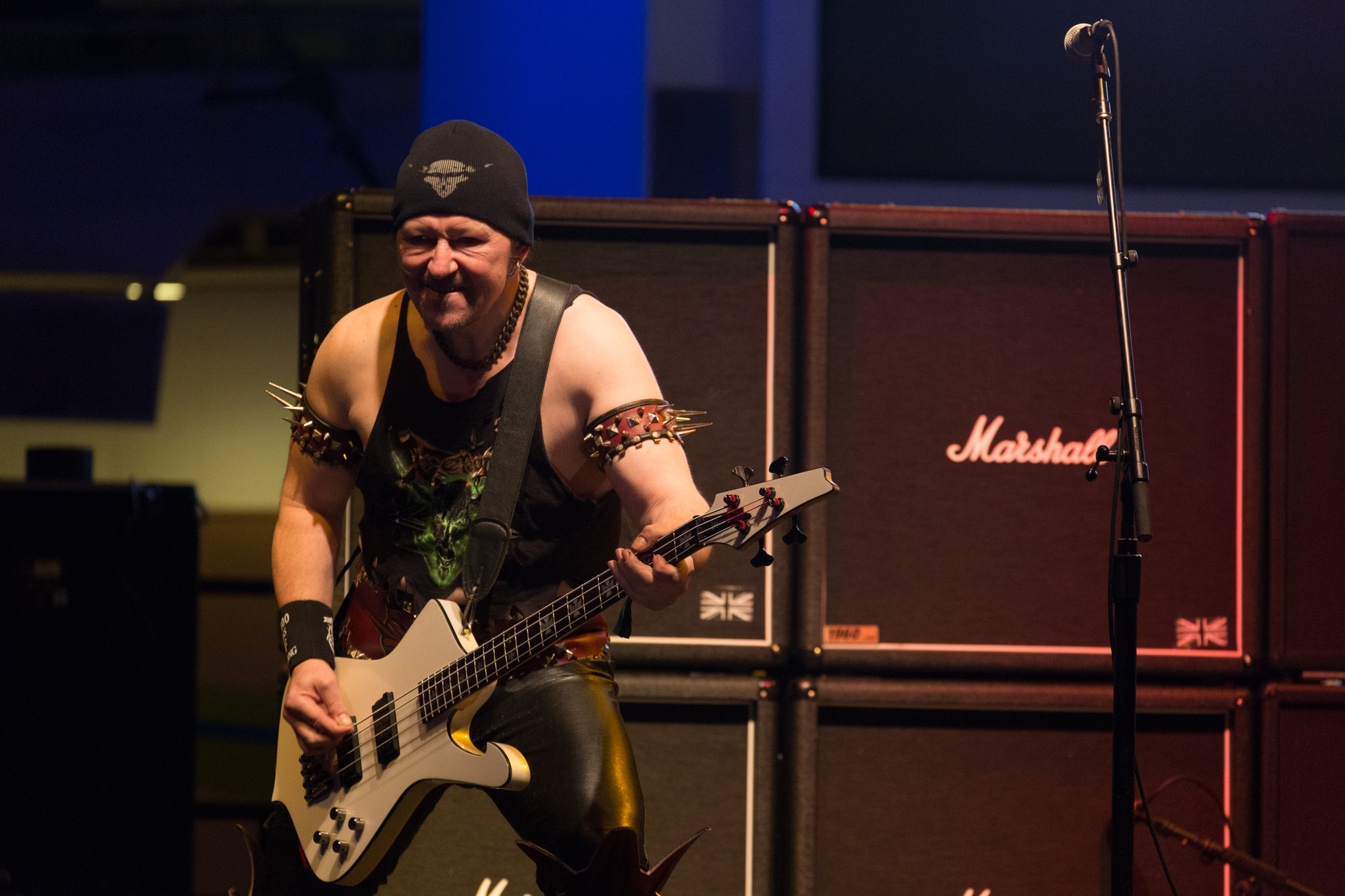
Venom au 70.000 Tons of Metal.

En 1995, Cronos reprend contact avec ses deux anciens comparses dans le but avoué de reformer le line-up d'origine. La nouvelle de la reformation de Venom fait l'effet d'une bombe dans la presse spécialisée et de grandes espérances naissent au sein de la communauté des fans. Le groupe est en tête d'affiche du Dynamo Open Air de 1996 et joue devant 90 000 personnes. Il s'agit du plus gros concert de son histoire. Le succès est donc au rendez-vous et une nouvelle ère semble s'ouvrir pour le groupe. En 1997 sort enfin le tant attendu nouvel album du groupe, Cast in Stone. Très chaleureusement accueilli par la presse spécialisée comme par les fans, ce nouvel album surprend à l'audition : alors que tout le monde espérait un retour radical de la formule black metal et du son sale des origines, Venom adopte des sonorités résolument modernes, proches du metal industriel. L'ajout, voulu par Abaddon, de samples et de percussions issues de boîtes à rythmes donne à la musique de Cast In Stone un ton frais et dans l'air du temps. Les paroles, écrites par Cronos, sont en revanche bien dans l'esprit de celles des années 1980. Un CD bonus incluant de nouvelles versions des standards classiques du groupe accompagne les nouvelles compositions. Cependant, malgré le grand succès scénique et commercial de cette reformation, la situation en coulisse est loin d'être idyllique. Abaddon et Cronos ne se supportent tout bonnement plus. Abaddon, présent dans le groupe depuis les origines, cherche à s'imposer comme leader du groupe et tente de renvoyer Cronos. Cronos rétorque qu'il est un membre irremplaçable au sein du groupe et que, quitte à ce quelqu'un s'en aille, il vaudrait mieux que cela soit Abaddon. Le management du groupe émet pour sa part des réserves quant à l'idée de continuer l'aventure Venom avec Abaddon. Les trois membres historiques acceptent tout de même d'essayer d'enregistrer un nouvel album.
Mantas et Cronos s'enferment alors dans un studio situé en Allemagne et se mettent à composer. Plutôt que d'employer une boîte à rythmes afin de restituer les percussions, ils engagent Antony Lant, le propre frère de Cronos, comme batteur de session. Les rythmes de batterie conçus par Antony Lant sont tellement élaborés qu'Abaddon, resté seul en Angleterre afin de réenregistrer les pistes qu'on lui soumettrait, refuse de les jouer. Il quitte alors définitivement le groupe et Antony Lant est engagé comme nouveau batteur de Venom sous le pseudonyme d'Antton. Le nouvel album, Resurrection, sort en l'an 2000. Bien que globalement dans la continuité de Cast In Stone, notamment en ce qui concerne les paroles, il innove encore : musicalement, Venom s'approche du groove metal et semble avoir digéré l'apport de groupes tels que Pantera, Sepultura ou Soulfly. Les riffs de Mantas sont extrêmement rapides et précis, la production est soignée, les effets très présents. Antton apporte également de nouveaux rythmes à la musique de Venom, par l'emploi massif de doubles pédales, ce que ne savait pas faire Abaddon. Venom est ensuite la tête d'affiche principale du Wacken Open Air 2000, et jouera là aussi l'un des plus grands concerts de son histoire. Le nouveau batteur, Antton, semble bien accueilli par les fans, le fait qu'il soit le frère de Cronos lui donnant une certaine légitimité.

### Inactivité temporaire (2002–2004)
En février 2002, Cronos est victime d'un accident d'escalade lors d'une excursion au Pays de Galles. Le bilan est lourd : temporairement handicapé, il lui est impossible de chanter ni même de jouer de son instrument. Une lourde rééducation lui est nécessaire. Toutes les tournées du groupe sont annulées et Cronos commence sa rééducation. Mantas profite de cette pause inattendue pour commencer de nouveaux projets. Le premier d'entre eux à voir le jour sera la publication de son second album solo, Zero Tolerance, publié en 2004 et enregistré en compagnie de Tony Dolan et Al Barnes, tous deux anciens membres de Venom. Antton s'emploie également dans divers groupes britanniques. Cronos profite des moments de répit de sa rééducation pour se former et devenir graphiste multimédia.
Le début des années 2000 est également la période durant laquelle la majeure partie de la discographie de Venom sera remastérisée et rééditée. C'est le label anglais Sanctuary Records, déjà responsable de la réédition d'une grande partie du catalogue de Black Sabbath et de Motörhead, qui s'en occupe. Furent ainsi remastérisés puis réédités : Welcome to Hell, Black Metal, At War with Satan, Possessed, le live Eine Kleine Nachtmuzik et la compilation Skeletons In The Closet. Calm Before The Storm semble avoir été écarté volontairement des albums sujets à réédition. Les albums de la période Tony Dolan également, mais Sanctuary édita tout de même en 2002 une compilation des trois albums de cette période, baptisée Kissing The Beast. D'autres publications virent le jour dans les années suivantes, telles In League With Satan (une anthologie deux CD), The Seven Gates Of Hell : The Singles (une anthologie vinyl regroupant tous les singles des années 1980) et bien sûr l'énorme coffret anthologique quatre CD MMV, regroupant démos, singles et inédits ainsi qu'un livret doté d'une très riche iconographie. 2007 verra également la remastérisation et la réédition chez Sanctuary Records des derniers albums Cast in Stone et Resurrection, initialement publiés chez SPV Steamhammer.
En 2004, Cronos sort guéri de sa rééducation, et participe au projet musical Probot, un side-project heavy metal de Dave Grohl (ex-batteur de Nirvana) auquel participent d'autres grands noms du metal des années 1980 tels que Lemmy Kilmister, King Diamond, Lee Dorian, Thomas Gabriel Fischer ou encore Max Cavalera. Cronos annonce peu de temps après vouloir enfin remettre Venom sur le chemin des studios. Mantas lui fait alors savoir son intention de ne pas participer au projet, estimant avoir fait le tour de la question en ce qui concernait Venom. Il accepte de fournir quelques maquettes à Cronos dans le but de démarrer l'enregistrement du nouvel album, mais ne va pas plus loin. Il déclare à Cronos que ce dernier était libre d'utiliser le nom Venom comme il le souhaitait et de publier les albums qu'il voulait. Cette même année, en mars, le groupe annonce sa nouvelle formation et décide de travailler sur un nouvel album, prévu pour 2005.

### Deuxième retour (depuis 2005)

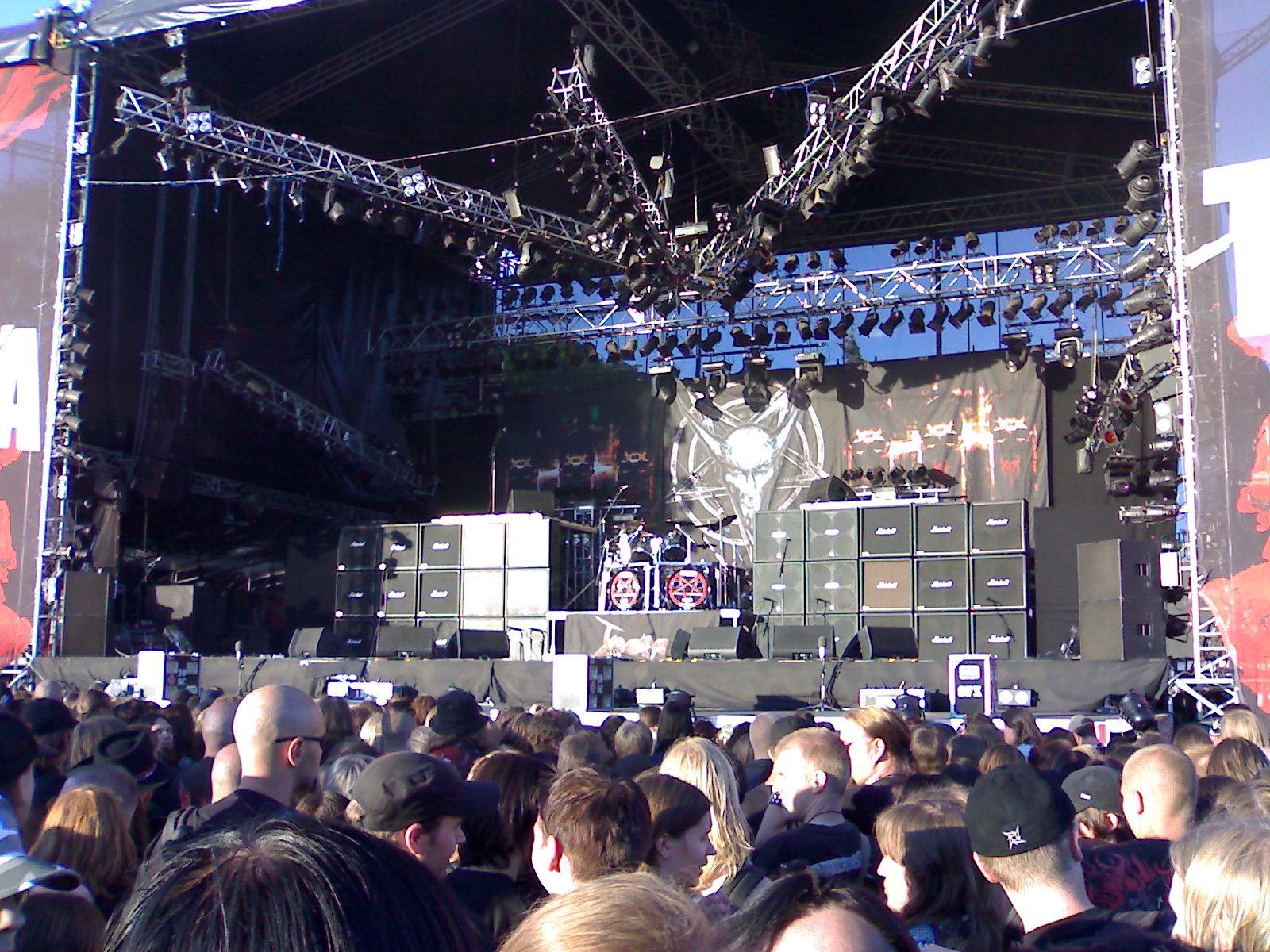
Venom en préparations pour la performance avant d'entrer en scène en 2006.

Cronos, dans le but de remplacer Mantas, convoque son ancien comparse Mike Hickey, déjà remplaçant de Mantas lors de l'enregistrement de Calm Before The Storm. Depuis la séparation du groupe Cronos en 1995, Mike Hickey fait du chemin au sein du mouvement metal, en jouant notamment avec les groupes Carcass et Cathedral. Pour son retour au sein de Venom, il choisit de prendre le pseudonyme de Mykvs. Antton retrouve bien sûr son poste de batteur. Venom, nouvellement reformé avec un line-up entièrement inédit, s'attelle à la réalisation du nouvel album. Celui-ci, intitulé intitule Metal Black, est publié le 4 avril 2006 au label Sanctuary Records,. Cette référence évidente, tant au niveau du titre que de la pochette, à l'album à succès Black Metal, laisse augurer d'une réelle volonté pour le groupe de retourner à ses sources. L'album se distingue en effet du précédent, Resurrection, par un son volontairement moins bien produit et moins d'effets. Les riffs sont moins élaborés et les paroles des chansons sont à la limite de l'autoparodie. L'album, soutenu par le single Antechrist (premier single publié par Venom depuis plus de 15 ans) est un succès et est suivi par une grande tournée. La tournée passera par l'Europe continentale, le Royaume-Uni, la Scandinavie et aux États-Unis, ainsi qu'à des festivals comme le Tuska Open Air en Finlande du 20 juin au 2 juillet. Leur tournée nord-américaine prévue pour août 2006 est cependant annulée à cause de problèmes de passeport. Finalement, le groupe joue dans le New Jersey.
En 2007, Sanctuary Records prévoit la réédition de l'album, Resurrection. Mike Hickey quitte le groupe la même année, durant la tournée pour des motifs personnels. Il est remplacé au pied levé par Stuart Dixon (alias Rage), un jeune guitariste inconnu originaire de Newcastle. Le groupe, au line-up une nouvelle fois renouvelé, poursuit son chemin et publie en 2008 l'album sobrement intitulé Hell. Malgré un manque relatif d'originalité, il en résulte cependant un album très efficace, toujours volontairement sous-produit, mais comportant plus d'expérimentations sonores que Metal Black. Venom ne fera quasiment pas de tournée à la suite de la publication de cet album. Le groupe effectuera cependant quelques dates importantes, la principale étant sa participation en tête d'affiche au Hellfest 2008, en France. Le groupe n'avait plus joué en France depuis les années 1980. Un témoignage de la performance de Venom au festival français est disponible sur le DVD du Hellfest 2008 où le groupe interprète Welcome to Hell. Le groupe tiendra également quelques jours plus tard la tête d'affiche du Rock'Em All Festival 2008 à Athènes, en compagnie d'Iced Earth.
En 2008, le groupe annonce l'album Hell, dont la sortie est repoussée au 9 juin en Europe et au 10 juin en Amérique du Nord. En 2009, Antton, frère de Cronos et batteur de Venom depuis 1998, annonce son départ du groupe, officiellement pour raisons personnelles. Cronos lui trouve alors un remplaçant en la personne de Danny Needham, jeune batteur originaire du groupe solo de Tony Martin (ex-chanteur de Black Sabbath) et qui choisit le surnom de Danté. C'est donc avec cette formation que Venom s'attelle à la composition de son treizième album studio. À la fin de 2009, Mantas part former le groupe Dryll, aux sonorités proches du metalcore.

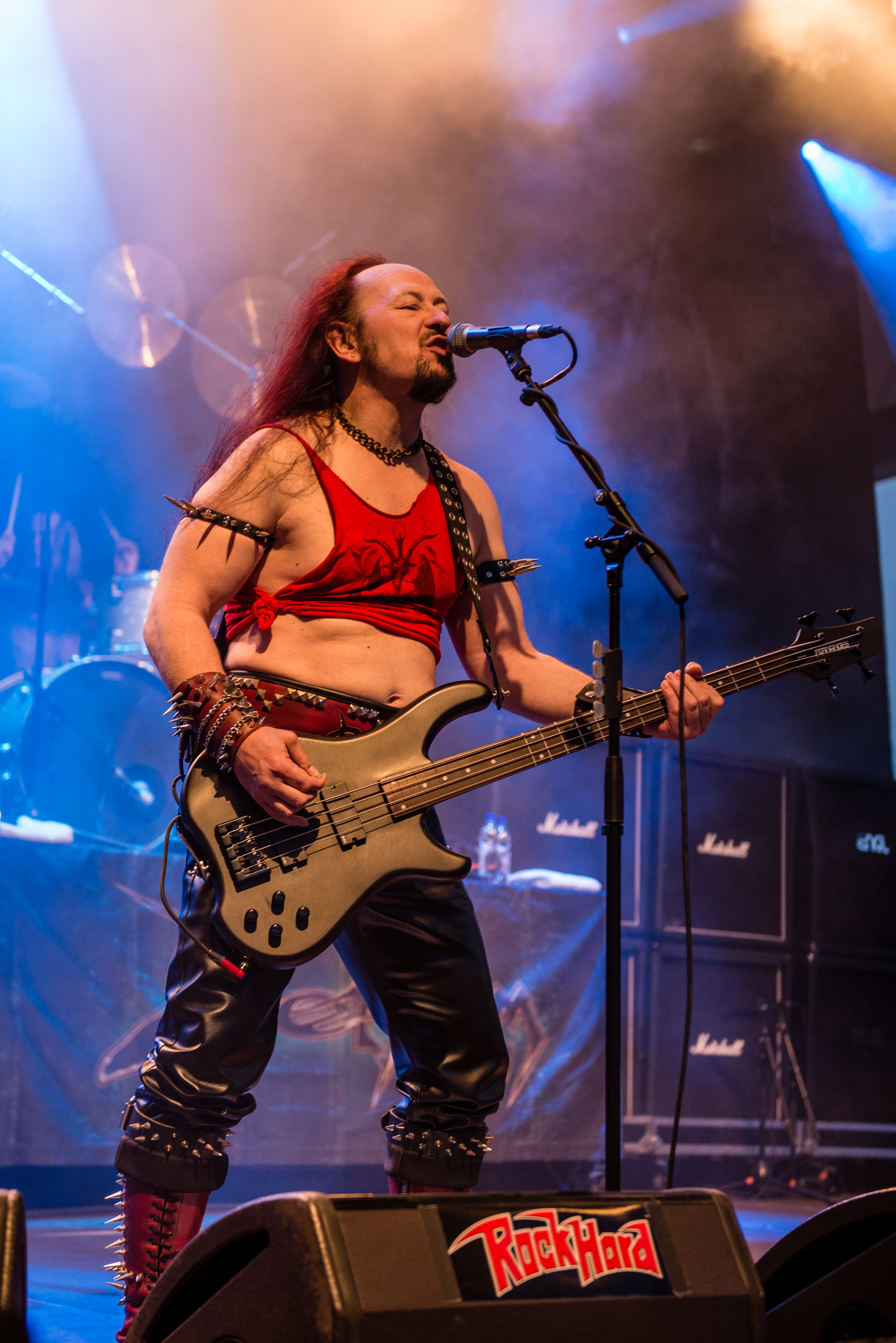
Venom, au Rock Hard festival en 2015.

Initialement prévue pour le courant de l'année 2010, la sortie de leur nouvel album est repoussée à la fin de l'été 2011, à cause de l'agenda très chargé des membres du groupe. Le site web du groupe annonce également la possibilité de la sortie en DVD de l'intégralité du concert donné par Venom au With Full Force Festival de 2010 en Allemagne. Antton rejoint, courant 2010, Dryll, le groupe de Mantas, et en devient le nouveau batteur officiel. Les deux musiciens n'avaient plus joué ensemble depuis l'album Resurrection, en 2000. Fin août 2010, Mantas et Antton annoncent à la surprise générale la mise en sommeil provisoire de Dryll et la formation d'un nouveau groupe en compagnie de Tony Dolan, baptisé dans un premier temps Primevil, en référence à l'album publié en 1989 par Venom en compagnie de Tony Dolan au chant. Plusieurs démos sont enregistrées durant l'été 2010 et un premier album est annoncé dans un premier temps pour l'année 2011. Le nouveau groupe, comprenant trois anciens membres de Venom en son sein, est déjà perçu par les fans comme un « deuxième Venom »[réf. nécessaire].
En mai 2011, le site officiel de Venom annonce enfin le titre du treizième album du groupe, Fallen Angels, dont la couverture est révélée en septembre la même année. L'album, prévu pour septembre, est repoussé pour octobre ou novembre via Universal Music. Il est donc publié en novembre 2011 chez Spinefarm Records, précédé par un nouveau single uniquement disponible en 45 tours, Hammerhead. Ce treizième album de Venom reste globalement dans la continuité de son prédécesseur Hell, mais innove avec des chansons aux riffs plus mélodiques, des solos de guitare plus travaillés et des morceaux plus progressifs, ainsi qu'une nouvelle approche du son de la batterie lié à la présence du nouveau batteur Danté. Le nouvel album est globalement bien accueilli par la presse spécialisée et par les fans. Venom annonce début 2012 son retour en Amérique du Sud pour le courant de l'année ainsi qu'une participation au festival-croisière 70.000 Tons of Metal qui se déroule sur un paquebot en mer des Caraïbes. En 2012, Venom annonce que ses membres travaillent déjà sur un 14e album, prévu pour l'hiver 2013.
En parallèle à Venom, porté par son leader, Cronos, Mantas et Tony Dolan mettent de côté leur groupe MPire of Evil  pour former Venom Inc., rejoint par le batteur d'origine de Venom, Abaddon, en avril 2015, reformant ainsi le Venom de la période Prime Evil, mais donc sous le nom de Venom Inc. En juin 2015, ils sont annoncés à la 15e édition du Maryland Deathfest, organisée dans le Maryland en mai 2016. À la fin de 2015, ils participent au Fun Fun Fest.
Venom publie un EP de trois titres, 100 Miles to Hell, le 22 décembre 2017 Leur quinzième album, Storm the Gates, sort le 14 décembre 2018.

## Projets parallèles

### MPire of Evil
Après son départ de Venom en 2009, Antton rejoint courant 2010 le groupe de Mantas, Dryll, et en devient le nouveau batteur officiel. Les deux musiciens n'avaient plus joué ensemble depuis l'album Resurrection, en 2000. Fin août 2010, Mantas et Antton annoncent la mise en sommeil provisoire de Dryll et la formation d'un nouveau groupe en compagnie de Tony Dolan, baptisé dans un premier temps Primevil, en référence à l'album publié en 1989 par Venom en compagnie de Tony Dolan au chant. Plusieurs démos sont enregistrées durant l'été 2010 et un premier album est annoncé dans un premier temps pour l'année 2011. Le nouveau groupe, comprenant trois anciens membres de Venom en son sein, est déjà perçu par les fans comme un « deuxième Venom ». Mantas et Tony Dolan font savoir qu'ils comptaient interpréter, outre de nouveaux titres, plusieurs titres des albums Prime Evil, Temples of Ice et The Waste Lands, ainsi que des titres issus d'albums enregistrés avec Cronos, mais uniquement ceux auxquels Mantas participe (ce qui exclut donc les albums Calm Before the Storm, Metal Black, Hell et Fallen Angels). 
En juin 2011, le groupe Primevil annonce à la surprise générale qu'il change de nom pour devenir MPire of Evil, un autre groupe utilisant déjà le nom Primevil et ayant menacé de porter plainte. Il peut être stylisé M-Pire of Evil, M:Pire of Evil ou Mpire of Evil. MPire of Evil publie en septembre 2011 son premier album, un EP composé de 6 titres et baptisé Creatures of the Black, qui comprend 4 reprises de standards du hard rock et 2 titres inédits. Cependant, début janvier 2012, Antton annonce son départ du groupe pour des raisons personnelles peu claires. Le premier album de la nouvelle formation, Hell to the Holy, est publié en mars 2012 et récolte de nombreuses critiques positives dans la presse spécialisée. MPire of Evil entame alors une tournée américaine en compagnie du groupe Onslaught et annonce plusieurs shows en Europe pour l'année 2012. Antton est remplacé lors de cette tournée par le batteur britannique Marc Jackson. En mai 2012, Marc Jackson est confirmé comme nouveau batteur permanent du groupe, sous le pseudonyme de JXN,.
Durant l'été 2012, MPire of Evil annonce la sortie d'un nouvel album composé de réenregistrements de titres de Venom de la période 1988-1992 (et donc issus des albums Prime Evil, Temples of Ice et The Waste Lands) et deux nouvelles compositions. Cet album, baptisé Crucified, sort finalement en mai 2013. Les deux titres inédits, Demone et Taking It All, sont également publiées à part, sous la forme d'un 45 tours bicolore édité à 333 exemplaires. Dans le courant de l'année 2013, MPire of Evil annonce la sortie d'un nouvel album totalement inédit pour l'horizon 2014, ainsi qu'un possible DVD live. 
MPire of Evil est mis en pause en 2015.

### Venom Inc.
L'histoire de Venom Inc. remonte au 24 avril 2015, lorsque le groupe MPire of Evil joue au Keep It True. M-Pire of Evil est un projet d'anciens membres de Venom, dans lequel ils reprennent des chansons de Venom ou jouent des chansons dans le style de ce groupe lorsque ces membres étaient encore actifs dans le groupe. Lors du concert, Jeff Dunn et Tony Dolan invitent le batteur Anthony Bray, un autre ancien membre de Venom, à jouer quelques vieilles chansons de Venom au festival, sachant que Dunn et Bray ne s'étaient pas parlés depuis une vingtaine d'années auparavant. Cette action spontanée conduit à la création de Venom Inc, composé de la formation Venom de 1989 à 1992 : Jeff « Mantas » Dunn comme guitariste, Tony « Demolition Man » Dolan comme chanteur et bassiste et Anthony « Abaddon » Bray comme batteur. Le premier album Avé sort en 2017 La même année, le groupe participe notamment aux MetalDays.
Fin avril 2018, Dunn est victime d'une crise cardiaque qui a entraîné un arrêt cardiaque de courte durée. Dunn a alors subi un double pontage, et depuis, il se remet de l'infarctus et un pontage.
Pour la naissance de sa fille, Anthony « Abaddon » Bray prend une pause des activités du groupe depuis le début de l'année 2018, mais en septembre 2018, Abaddon annonce qu'il ne reviendrait pas dans le groupe. Pendant sa pause, il aurait appris qu'il avait été licencié. Son ancien remplaçant, Jeramie Kling, serait désormais le nouveau batteur du groupe.

## Influences
Venom était à ses débuts influencé par les grands noms du hard rock des années 1970 : Black Sabbath, Deep Purple, Kiss, Judas Priest, Motörhead, Van Halen, Alice Cooper, Rush, AC/DC. Le punk rock, en particulier les Sex Pistols, fut une autre source d'influence notable pour le groupe, en particulier pour Cronos. La scène punk hardcore britannique (Discharge, The Exploited, GBH, etc.), apparue en Grande-Bretagne au même moment que la NWOBHM, semble aussi avoir été une source d'inspiration.

### Scène metal générale
Devenu un groupe culte pour toute une génération de musiciens de heavy metal, Venom a pour sa part participé à l'évolution du genre en donnant naissance sans le savoir à de nombreux sous-genres qui revendiquent tous son influence primordiale : les groupes de thrash metal revendiquent ainsi tous haut et fort l'influence de Venom. Le groupe britannique, considéré parfois avec le recul comme le groupe initiateur du thrash metal, a par ailleurs effectué certaines de ses premières tournées avec en première partie des groupes alors inconnus nommés Metallica, Slayer, Exodus ou encore Dark Angel.
Le death metal revendique de la même façon l'héritage de Venom, même si ses protagonistes sont apparus après l'âge d'or de ce dernier : le groupe initiateur du death metal, Possessed, s'inspire ainsi ouvertement du satanisme primaire et second degré du groupe britannique en le poussant un peu plus loin dans ses retranchements. D'autres groupes de styles encore plus différents revendiquent aussi son influence, que cela soit certains groupes de power metal scandinaves, quelques groupes de nu metal ou même des groupes de punk hardcore. En réalité, la majorité des groupes à la thématique « satanisante » revendique l'héritage musical de Venom, le groupe ayant en grande partie contribué à « démocratiser » le satanisme au sein de la musique rock.

### Black metal
(juillet 2017).
Musicalement et visuellement, Venom s'approche déjà en de nombreux points de ce que sera le « true black metal » tels que le concevront des groupes norvégiens tels que Mayhem ou Darkthrone : les sonorités sales et sous-produites, l'aspect visuel macabre et occulte, les tenues de scène noires et inspirées par le shock rock (sans le corpse paint néanmoins), les photos de presse représentant le groupe dans des poses guerrières équipé d'armes en toc, notamment. Mais la comparaison s'arrête là. Le black metal au sens musical du terme a certes puisé toutes ces influences chez Venom et en revendique ouvertement l'inspiration, mais Venom reste avant tout un groupe de heavy metal « à l'ancienne ». Après ses quatre premiers albums, très avant-gardistes pour l'époque, Venom s'est orienté, sans succès, vers un style de metal plus accessible, avant de revenir à des sonorités plus agressives ces dernières années, mais dans un style plus proche du groove metal que du black metal dans sa conception « scandinave ». Le black metal en tant que genre est plus à considérer comme l'héritier direct de groupes tels que Hellhammer, Celtic Frost ou encore Bathory.
Malgré tout, Venom ayant tout de même très fortement contribué (contre son gré) à l'émergence du black metal en tant que genre musical, le groupe se retrouve parfois classifié comme groupe de proto-black metal, ensemble regroupant tous les groupes ayant eu, de près ou de loin, une influence sur le mouvement black metal. Dans cet ensemble on retrouve aux côtés de Venom : Hellhammer, Celtic Frost, Death SS, Sarcofago, Bathory, et Mercyful Fate. Par ailleurs, et c'est une histoire bien connue, dans les années 1990 la mouvance norvégienne du black metal a été la source de nombreux événements macabres (création d'un mouvement sataniste quasi-terroriste nommé « Inner Circle », incendies d'églises, assassinats, etc.) Les membres du groupe Venom ont alors été pris pour cibles par certains médias car les principaux protagonistes des événements survenus en Norvège, en particulier le célèbre Varg Vikernes, arboraient des t-shirts Venom lors de leur interpellation ou même lors de leur procès.
Cronos a alors déclaré dans les médias : « Regardez-les, ces groupes qui semblent penser que nous sommes les meneurs de leurs sales putains d'actions macabres... Je veux que le monde entier sache qu'ils n'ont absolument rien à voir avec ce qu'était Venom autrefois, en rien du tout. En fait, tout cela me dégoûte. Que pensent-ils qu'ils sont en train de faire ? [...] Venom, ça a toujours été du divertissement, c'était juste transposer le concept des films d'horreur dans la musique. Mais tuer et brûler ? Putain de merde ! Personne ne devrait penser que nous puissions jamais pardonner de tels actes ! »

## Membres

### Membres actuels
- Conrad « Cronos » Lant – chant (1980-1987, depuis 1995), basse (1979-1987, depuis 1995), guitare (1979)
- Stuart « La Rage » Dixon – guitare (depuis 2007)
- Danny « Dante » Needham – batterie (depuis 2009)

### Anciens membres
- Anthony Bray « Abaddon »  – batterie (1979–1999) (actuellement dans Venom Inc.)
- Jeffrey Dunn « Mantas » – guitare (1979–1986, 1988–2002) (actuellement dans Venom Inc.)
- Clive « Jesus Christ » Archer – chant (1979–1980)
- Alan Winston – basse (1979)
- Mike « Mykvs » Hickey – guitare (1986–1987, 2005–2007)
- Jim Clare – guitare, claviers (1986–1987)
- Tony « Demolition Man » Dolan – chant, basse (1988–1992) (actuellement dans Venom Inc.)
- Alastair « Big Al » Barnes – guitare, basse (1988–1991)
- Trevor « V.X.S. » Sewell - claviers (1991-1992)
- Steve « War Maniac » White – guitare (1992)
- Anthony Lant – batterie (2000–2009)

## Discographie

### Albums studio
- 1981 : Welcome to Hell
- 1982 : Black Metal
- 1984 : At War with Satan
- 1985 : Possessed
- 1987 : Calm Before the Storm
- 1989 : Prime Evil
- 1991 : Temples of Ice
- 1992 : The Waste Lands
- 1997 : Cast in Stone
- 2000 : Resurrection
- 2003 : Under a Spell
- 2006 : Metal Black
- 2008 : Hell
- 2011 : Fallen Angels
- 2015 : From the Very Depths
- 2018 : Storm the Gates

### Albums live
- 1987 : Eine Kleine Nachtmusik

### Compilations
- 1986 : The Singles 1980-1986
- 1992 : The Book of Armageddon
- 1993 : Skeletons in the Closet
- 1993 : Kissing the Beast
- 1997 : The Second Coming
- 2002 : The Seven Gates of Hell : The Singles 1980-1985
- 2002 : In League with Satan
- 2005 : MMV

### Split
- 1998 : Black Punk from Hell (avec Nickelback et Dead Can Dance)

### Vidéographie
- 1984 : The Seventh Date of Hell : Live at Hammersmith Odeon (réédité en 2009)
- 1985 : Hell at Hammersmith
- 1990 : Venom Live '90
- 1996 : The Second Coming